# Вотани
Вотани, Вотина — пресноводное озеро на территории Кривопорожского сельского поселения Кемского района Республики Карелии.

## Общие сведения
Площадь озера — 3,6 км², площадь водосборного бассейна — 62,2 км². Располагается на высоте 99,8 метров над уровнем моря.
Форма озера серпообразная, продолговатая: оно вытянуто с севера на юг. Берега каменисто-песчаные, местами заболоченные.
Через озеро протекает безымянный водоток, несущий воды из озёр Кивиярви и Цеппи и впадающий в озеро Лулло. Через последнее протекает река Шомба, которая в свою очередь впадает в реку Кемь. С юго-западной стороны Вотани соединяется с озером Кайянперя.
К северу от озера проходит лесовозная дорога.
Код объекта в государственном водном реестре — 02020001011102000006226.